# Iwona Kordzińska-Nawrocka
Iwona Elżbieta Kordzińska-Nawrocka (ur. 1965) – polska doktor habilitowany nauk humanistycznych. Kulturoznawczyni, literaturoznawczyni i orientalistka. Specjalizuje się w zagadnieniach z zakresu japonistyki i literatury klasycznej. Wykładowca w Katedrze Japonistyki na Wydziale Orientalistycznym Uniwersytetu Warszawskiego. Członek Polskiego Towarzystwa Orientalistycznego, członek zarządu Polskiego Stowarzyszenia Badań Japonistycznych.
Absolwentka japonistyki na Uniwersytecie Warszawskim (rocznik 1989). Jej praca magisterska dotyczyła struktury wyidealizowanych postaci kobiecych w Genji monogatari. 
Następnie podjęła kolejne studia magisterskie na Uniwersytecie Shinshū. Doktoryzowała się w 2003 roku na Wydziale Orientalistycznym UW na podstawie pracy zatytułowanej: Poetyka miłości dworskiej w utworach prozatorskich japońskiego antyku (VIII-XII w.). Habilitowała się z kolei w 2011 roku na tej samej uczelni, pisząc rozprawę pt.: Ulotny świat ukiyo, obraz kultury mieszczańskiej w twórczości Ihary Saikaku.

## Książki
Iwona Kordzińska-Nawrocka jest autorką lub współautorką następujących pozycji książkowych:
- Klasyczny język japoński[3]
- Pismo japońskie: praca zbiorowa. Tom 1[4]
- Japońska miłość dworska[5]

- Japońska kultura kulinarna[6]
- Cielesność w kulturze Japonii: Literatura i język[7]
- W kręgu tradycji dworu Heian[8]
- Religie w kulturze popularnej Japonii[9]
- Tradycja w kulturze popularnej Japonii[10]
- W kręgu Kokoro: o literackich i pozaliterackich kontektstach "Sedna rzeczy" Natsumego Sōseki[11]
- Dziesięć wieków Genji monogatari w kulturze Japonii[12]